# Inkhundla Manzini Nord
L'Inkhundla Manzini Nord è uno dei sedici tinkhundla del distretto di Manzini, nell'eSwatini.

## Geografia antropica

### Suddivisioni amministrative
L'Inkhundla è suddiviso nei 4 seguenti imiphakatsi: Edwaleni, Emakholweni, Mnyenyweni, Mzimnene.